# Седловатый
Седловатый — маленький остров на севере Мурманской области. Не населён.

## История
В северной части острова находится маяк, построенный в 1900 году. До 2006 года на Седловатом находились населённые пункты Мыс Седловатый и Маяк Седловатый. Маяк Седловатый Возник в 1920-х годах как посёлок при маяке (1900 года постройки). Упразднён в 2006 году.

## География
Находится в Кольском заливе в 36 километрах к северо-востоку от Мурманска. В административном отношении остров расположен на территории ЗАТО Александровск.
Находится на расстоянии примерно 400 метров от материка (мыса Чевруй). Вытянут с севера на юг, в целом имеет овальную форму. Протяжённость острова около 630 метров, ширина до 250 метров. Представляет собой напоминающие седло 2 холма, разделенные лощиной. Высшая точка острова достигает 21 метр, п другим данным — 16,7 метра.
На острове есть несколько небольших озёр. Крупнейшее находится в центральной части острова и имеет длину 140 метров.

## Соседние острова
В окрестностях Седловатого находятся:
- Остров Зелёный. В северной части Кольского залива, в 3,5 км к северо-западу от Седловатого. Длина острова около 870 метров, ширина до 350 метрвю Высшая точка достигает 39,6 метра.
- Остров Медвежий, расположенный в 2 км к северо-западу, представляет собой небольшой остров овальной формы, вытянутый с запада на восток (69°16′10″ с. ш. 33°25′30″ в. д.HGЯO). Его длина составляет 330 метров, а максимальная ширина — 210 метров в центральный части. Наивысшая точка — 20,4 метра над уровнем моря, на холме находится точка геодезической триангуляции[3].
- Остров Большая Воронуха, расположенный в 1,6 км к северу, представляет собой островок длиной 215 метров и шириной 90 метров (69°16′32″ с. ш. 33°27′50″ в. д.HGЯO).
- Чевруйские острова, в 200 метрах к юго-западу от Седловатого, представляют собой два небольших острова (69°15′19″ с. ш. 33°27′56″ в. д.HGЯO). Один прямоугольной формы, а другой продолговатый. Северный остров, самый большой, имеет длину около 150 метров и ширину 105 метров. Южный остров имеет длину 160 метров и ширину всего 45 метров в самом широком месте.